# یواس‌اس ردبرد (ای‌ام‌سی-۳۰)
یواس‌اس ردبرد (ای‌ام‌سی-۳۰) (به انگلیسی: USS Reedbird (AMc-30)) یک کشتی بود که طول آن ۸۷ فوت ۵ اینچ (۲۶٫۶۴ متر) بود. این کشتی در سال ۱۹۳۵ ساخته شد.